# Kelle Sándor
| Kelle Sándor                              | Kelle Sándor                                |
| Kattints az alábbi külső linkek egyikére! | Kattints az alábbi külső linkek egyikére!   |
| ----------------------------------------- | ------------------------------------------- |
| Nem található szabad kép.(?)              |                                             |
| külső link · jogvédett                    | Hommage á KELLE Sándor (1913-2003) ART PÉCS |

Kelle Sándor (Jánoshalma, 1913. március 25. – Pécs, 2003. november 22.) magyar festő, főiskolai tanár.

## Élete
1933 és 1938 között a Magyar Képzőművészeti Főiskolán tanult, mestere Réti István volt. Diplomája megszerzése után Mohácson élt és dolgozott. 1946-ban Pécsre költözött, itt a Pedagógiai Főiskolán oktatott rajzolást, festést és művészeti bonctant. Nyári művésztelepeket szervezett és vezetett, melynek során rajztanári tapasztalatait is jól tudta használni. Az 1960-as években a Hatok tagja volt (Martyn, Simon, Kelle, Bizse, Soltra, Lantos). Műveinek témája elsősorban a megművelt táj, a vizek és az ember alkotta környezet.

## Díjak, elismerések
- 1942: Signum Lav-díj;
- 1956: Pécs városának művészeti díja;
- 1972: Székely Bertalan-emlékérem;
- 1997: Pro Civitate díj - Pécs.

## Egyéni kiállítások
- 1947 • Új színek, Baranya Megyei Múzeum [Bizse Jánossal, Gádor Emillel], Pécs
- 1949 • Városi Múzeum, Pécs
- 1953 • Városi Múzeum [Gádor Emillel], Pécs
- 1959 • Műcsarnok, Budapest
- 1960 • Koszta József Múzeum, Szentes
- 1960 • Munkácsy Mihály Múzeum, Békéscsaba • Erkel Ferenc Múzeum [Simon Bélával, Soltra Elemérrel, Fekete Bélával], Gyula
- 1963 • Képcsarnok, Pécs
- 1968 • G. umjetnosti [Soltra Elemérrel], Eszék [Osijek, YU]
- 1969 • Tudományos Ismeretterjesztő Társulat Bartók Klub, Pécs
- 1970 • Tudományos Ismeretterjesztő Társulat, Debrecen • Mohácsi Galéria, Mohács • Rippl-Rónai Múzeum [Soltra Elemérrel], Kaposvár
- 1971 • Galéria [Bizse Jánossal, Soltra Elemérrel], Verőce (Virovitica, YU)
- 1972 • Május 1. Művelődési Központ, Komló
- 1973 • Képcsarnok, Zalaegerszeg
- 1974 • Helytörténeti Múzeum, Tokaj
- 1979 • Május 1. Művelődési Központ, Tokaj
- 1979 • Mohácsi Galéria, Mohács
- 1983 • Dzsámi, Szigetvár • Községi Tanács, Baksa • Pécsi Galéria, Pécs
- 1984 • Várkastély, Pápa
- 1985 • Somogyi Képtár, Kaposvár
- 1987 • Dráva Múzeum, Barcs
- 1989 • Várgaléria, Siklós
- 1990 • Centar za kulturu, Csáktornya • G. umjetnosti, Eszék
- 1993 • Pécsi Kisgaléria, Pécs
- 1997 • Pothodnik, Eszék
- 1998 • Pécsi Kisgaléria, Pécs.

## Válogatott csoportos kiállítások
- 1943 • A Pécsi Képzőművészek és Műbarátok Társasága kiállítása, Városháza, Mohács
- 1947 • II. Szabad Nemzeti Kiállítás, Fővárosi Képtár, Budapest
- 1948 • Magyar Pedagógusok Szabad Szakszervezete II. Képzőművészeti kiállítás, Magyar Iparművészeti Főiskola, Budapest
- 1948 • Pécsi Képzőművészek, Kaposvár • Szabadság kiállítás, Városi Múzeum, Pécs
- 1950 • Dél-dunántúli Képzőművészek kiállítása, Városi Múzeum, Pécs
- 1954 • Vidéken élő képzőművészek I. Országos Kiállítása, Ernst Múzeum, Budapest
- 1955 • Vidéken élő képzőművészek II. Országos Kiállítása, Nemzeti Szalon, Budapest
- 1956 • I. Pécs-Baranyai Országos Képzőművészeti Kiállítás, Járási Tanács, Pécs • Vár, Siklós
- 1958 • Dunántúli Képzőművészek Kiállítása, Szent István Király Múzeum, Székesfehérvár
- 1959 • Pécsi Tavaszi Tárlat, Járási Tanács, Pécs • IV. Miskolci Képzőművészeti Kiállítás, Herman Ottó Múzeum, Miskolc
- 1962 • Balaton a festészetben, Rippl-Rónai Múzeum, Kaposvár • 9. Magyar Képzőművészeti kiállítás, Műcsarnok, Budapest
- 1964 • Pécs-Baranyai Képzőművészek Kiállítása, Vár, Siklós
- 1965 • Zalaegerszeg
- 1966 • Magyar Képzőművészek és Iparművészek Szövetsége Dél-dunántúli Területi Szervezetének Kiállítása, G. umjetnosti, Eszék (YU)
- 1968 • Dél-dunántúli Képzőművészek III. kiállítása, Pécs
- 1969 • Tanácsköztársasági Jubileumi kiállítás, Színháztéri Galéria, Pécs
- 1970 • Felszabadulási kiállítás, Színháztéri Galéria, Pécs
- 1971 • Új Művek, Műcsarnok, Budapest • Pécsi Grafika, Lahti
- 1972 • III. Országos Nyári Tárlat, Debrecen • I. Dunántúli Tárlat, Somogyi Képtár, Kaposvár
- 1974 • IV. Debreceni Országos Tárlat, Debrecen
- 1975 • Jubileumi Képzőművészeti kiállítás, Műcsarnok, Budapest
- 1976 • G. Sztuki Wspólczesnej BWA Packów '76, Opole (PL) • Krakkó • II. Dunántúli Tárlat, Somogyi Képtár, Kaposvár
- 1978 • Festészet '77, Műcsarnok, Budapest • Kilenc magyar festő kiállítása, Kunsthaus Fauser, Reutlingen (Német Demokratikus Köztársaság)
- 1980 • Baranya megyei Tárlat, Pécsi Galéria, Pécs
- 1981 • IV. Dunántúli Tárlat, Somogyi Képtár, Kaposvár
- 1982 • Salgótarjáni Tavaszi Tárlat, Nógrádi Sándor Múzeum, Salgótarján
- 1983 • Batinai Művésztelep kiállítás, Pélmonostor • Eszék
- 1984 • Dél-dunántúli Képzőművészek kiállítása, Lipcse
- 1985 • II. Szegedi Táblakép-festészeti Biennálé, Szeged
- 1988 • Képek a Pécsi Magyar Képtárból, Művészetek Háza, Szekszárd • Tavaszi Tárlata, Magyar Képzőművészek és Iparművészek Szövetsége, Műcsarnok, Budapest
- 1990 • VII. Dunántúli Tárlat, Somogyi Képtár, Kaposvár • Rippl-Rónai József Múzeum, Kaposvár
- 1991 • Pécsi Tárlat 1991, Pécsi Galéria, Pécs
- 1994 • Pécsi Tárlat 1994, Pécsi Galéria, Pécs
- 1997 • Siklós.